# Есон (Калвадос)
Есон (фр. Esson) насеље је и општина у северној Француској у региону Доња Нормандија, у департману Калвадос која припада префектури Кан.
По подацима из 2011. године у општини је живело 474 становника, а густина насељености је износила 53,5 становника/km². Општина се простире на површини од 8,86 km². Налази се на средњој надморској висини од 168 метара (максималној 187 m, а минималној 24 m).

## Демографија
| 1962. | 1968. | 1975. | 1982. | 1990. | 1999. | 2011. |
| ----- | ----- | ----- | ----- | ----- | ----- | ----- |
| 298   | 304   | 275   | 263   | 297   | 335   | 474   |

График промене броја становника у току последњих година